# Siamodon nimngami
Il siamodonte (Siamodon nimngami) è un dinosauro erbivoro appartenente agli ornitopodi. Visse nel Cretaceo inferiore (Aptiano, circa 115 milioni di anni fa) e i suoi resti fossili sono stati ritrovati in Thailandia.

## Classificazione
Questo dinosauro è conosciuto esclusivamente per una mascella ben conservata, ritrovata nella formazione Khok Kruat, nella Thailandia nordorientale. Altri resti parziali (un dente isolato e una scatola cranica) provenienti dalla stessa formazione sono stati riferiti alla stessa specie. I fossili indicano che Siamodon era un dinosauro ornitopode evoluto, probabilmente vicino all'origine dei dinosauri a becco d'anatra (adrosauridi). Nello studio in cui è avvenuta la prima descrizione (Buffetaut e Suteethorn, 2011), Siamodon è accostato a un altro iguanodonte derivato, Probactrosaurus della Cina. Da quest'ultimo differisce in alcuni dettagli della mascella. Siamodon è uno dei numerosi iguanodonti derivati vissuti verso la fine del Cretaceo inferiore in Asia. Secondo lo studio, l'abbondanza di questi animali in Asia suggerisce che si siano sviluppati in questo continente, per poi diffondersi in altre parti del mondo. Dalla stessa formazione geologica proviene un altro iguanodonte, Ratchasimasaurus, descritto anch'esso nel 2011.

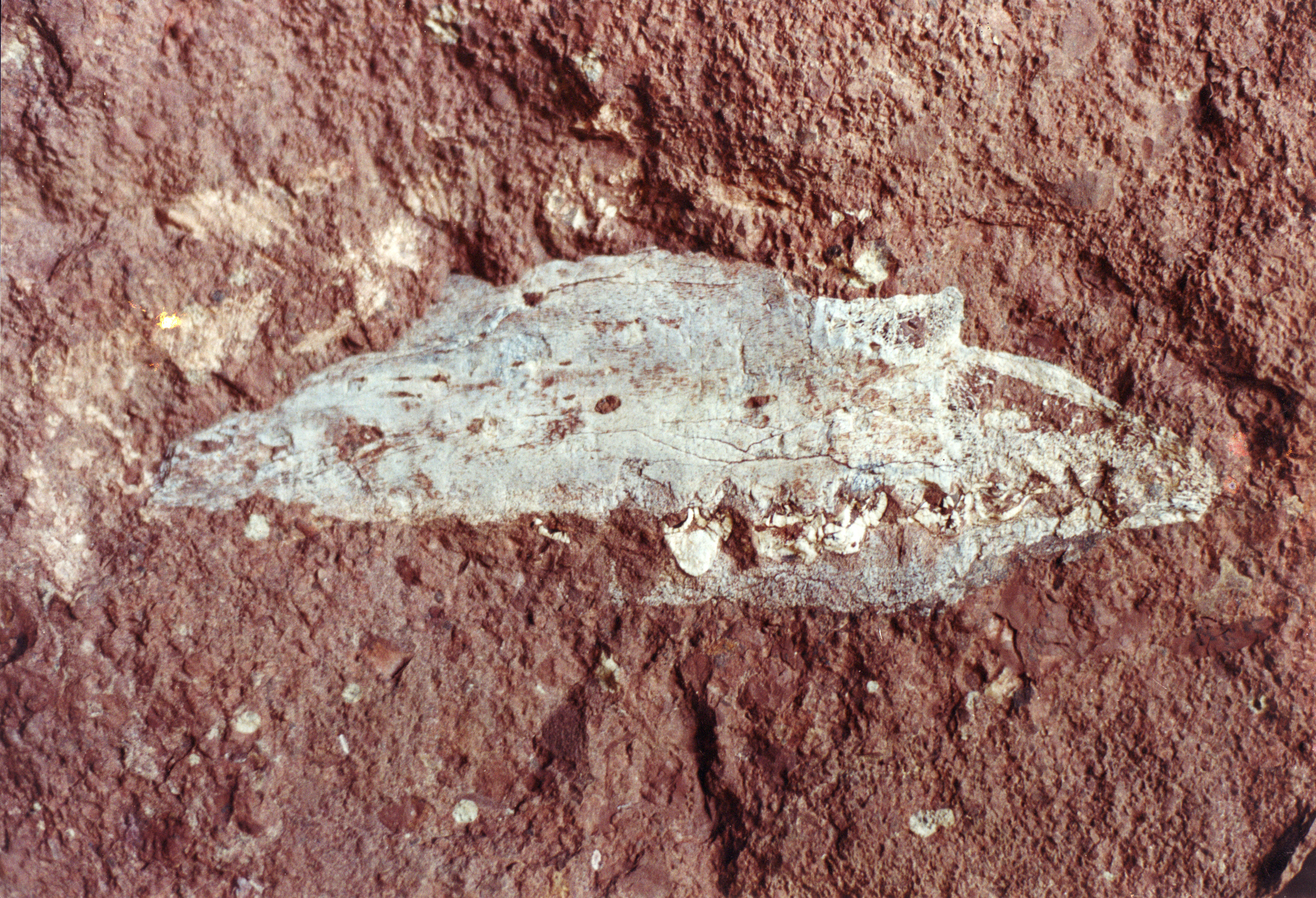
Osso mascellare di Siamodon nimngami